# Boudler
Boudler (luxembourgeois : Buddeler) est une section de la commune luxembourgeoise de Biwer située dans le canton de Grevenmacher.